# جلال صادق
جلال صادق مغني وممثل مصري بدأ نشاطه الفنى السينمائى طيلة النصف الأول من خمسينات القرن 20  وعمل في عدة أفلام بالتمثيل والغناء. كتب عنه المؤرخ الفنى وجيه ندى تحت عنوان «أصوات جميله وبدون شهرة»: "المطرب جلال صادق شارك في العديد من افلام الخمسينات  وغنى مع "كوكب صادق" (والدة إسعاد يونس) و"اسماعيل يس «ومع»دريه احمد «وغنى مع محمود شكوكو و»عمر الجيزاوى «وسرعان ما ابتعد عن الساحة الغنائيه».

## من اغاني جلال صادق
المدنية سنة 1900 (مع درية أحمد من فيلم «خضرة والسندباد القبلي» عام 1951)
دلوني ياناس (مع درية أحمد من فيلم «خضرة والسندباد القبلي» عام 1951)
كحيل العين (من فيلم «أهل الهوى» عام 1955)
والنبي منساك  (من فيلم «إنتصار الحب» عام 1954)
يا باعث النسمة (مع درية احمد من فيلم «اللقاء الأخير» عام 1953)
زيد الجفا (لحن محمد فوزي)

## قائمة أفلامه
فيلم «قلبي وسيفي» للمخرج جمال مدكور عام 1947
فيلم «خضرة والسندباد القبلي» للمخرج السيد زيادة عام 1951
فيلم «الدم يحن» للمخرج السيد زيادة عام 1952
فيلم «اللقاء الأخير» للمخرج السيد زيادة عام 1953
فيلم «دلوني يا ناس» للمخرج السيد زيادة عام 1954
فيلم «انتصار الحب» للمخرج حسن رمزي عام 1954
فيلم «الناس مقامات» للمخرج السيد زيادة عام 1954
فيلم «أهل الهوى» للمخرج السيد زيادة عام 1955

## وصلات خارجية
- جلال صادق على موقع الدهليز
- جلال صادق على موقع قاعدة بيانات الأفلام العربية
- جلال صادق على الدهليز
- جلال صادق نسخة محفوظة 28 يناير 2022 على موقع واي باك مشين. على كاروهات